# 斑腿木紋龜
斑腿木紋龜（學名：Rhinoclemmys punctularia）是木紋龜屬下的一種龜，發現於巴西、法屬圭亞那、圭亞那、蘇里南、特立尼達和多巴哥以及委內瑞拉。